# 헬베티족

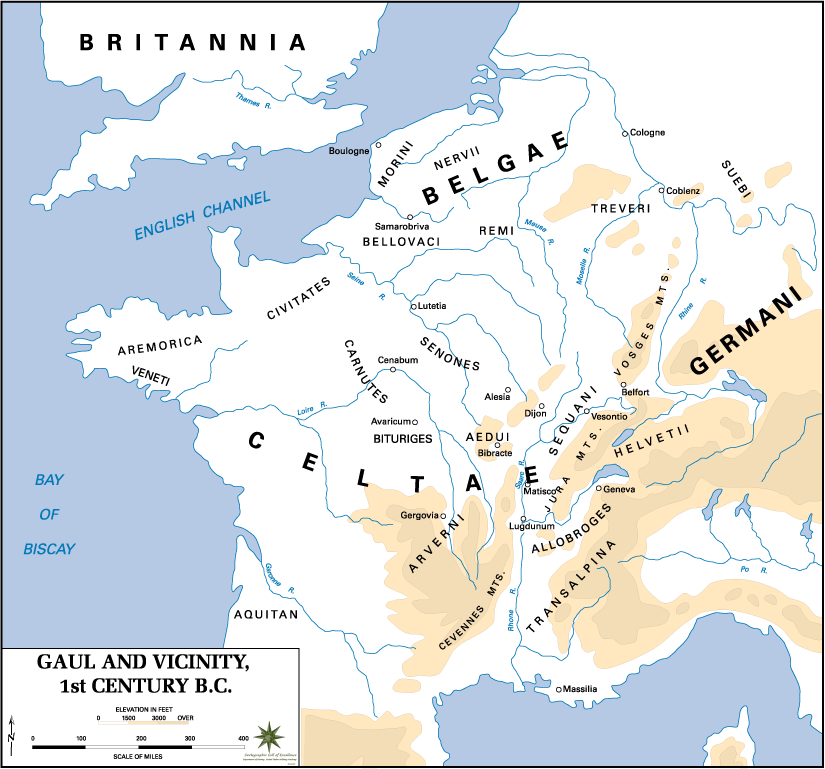
기원전 1세기경의 갈리아 부족의 세력

헬베티족(Helvetii)은 현재의 스위스와 남부 독일에 살던 갈리아 부족 중의 하나로 기원전 1세기의 로마 공화정의 속주로 침입하였다. 이들은 게르만족에 밀려 남쪽으로 내려왔고 갈리아를 침입했는데 이에 갈리아의 친로마 부족인 하이두이족이 로마에 원조를 요청했고 율리우스 카이사르가 이에 개입함으로 갈리아 전쟁이 일어났다.
카이사르는 당시 6개군단 2만7000명의 병력밖에 없었는데 헬베티족은 부녀자를 포함하여 대략 37만명이 대거 이동해 왔다고 전한다. 이들을 맞아 카이사르는 새로이 두 개 군단을 편성하고 하이두이족과 공동으로 전쟁을 개시하여 이들을 다시 스위스로 쫓아보내는 데 성공했다.
1798년 스위스에서 창설된 헬베티아 공화국은 바로 이 부족의 이름에서 따온 것이다.

## 같이 보기
- 갈리아의 부족들
- 갈리아 전쟁